# Albert De Vleeshouwer
Albert De Vleeshouwer (Antwerpen, 8 juni 1863 – Antwerpen, 19 juni 1913) was een Belgisch componist.
Hij was een gefortuneerd man, zijn (voor-)ouders waren relatief rijk geworden door de haven van Antwerpen. Hij kreeg zijn opleiding van Jan Blockx aan de Vlaamse Muziekschool in zijn geboortestad. Hij werd op jonge leeftijd dirigent van "Les amis des Orphelins".
Werken:
- Blankenberghe (orkest)
- Idylle voor orkest
- Kermesse (orkest)
- L’oiseau gazouille (lied)
- La nuit (lied)
- Lever du soleil (lied)
- Hymne a la nature (lied)
- Jubelcantate (cantate voor Orphelins op tekst van J. Stinissen, 1899)
- Liefdeslied (lied)
- Inhuldigingscantate voor het Casino Blankenberge (1886)
- L’école des pères (opera uit 1892)
- Zriny (opera, 1895)
- Le marquis de Miellam (opera)
- Houten Clara (opera)

En andere.
Kunstenaar Jan Frans Portaels portretteerde hem in 1899. Zijn naam is sinds 1902 enige tijd verbonden geweest aan de "compositieprijs Albert De Vleeshouwer" van het Koninklijk Vlaams Conservatorium in Antwerpen. Hij werd begraven op Schoonselhof. Hij was een verwoed verzamelaar van artistieke objecten (zilverwerk etc.); hij liet dat, zijn verzameling bladmuziek en zijn piano na aan Museum Vleeshuis. De verzameling raakte de eeuw daarna verspreid over diverse musea; in 2019/2020 hield genoemd museum een tentoonstelling met toen opnieuw verzamelde werken.